# Le Poignard des rêves
Le Poignard des rêves (titre original : Knife of Dreams) est le onzième volume de la série La Roue du temps de l'écrivain américain Robert Jordan.
La version originale américaine a été publiée le 11 octobre 2005 par Tor Books aux États-Unis et par Orbit au Royaume-Uni.
Dans la première traduction française, le livre a été séparé en deux tomes :
1. Le Poignard des rêves ;
2. Le Prince des corbeaux.

Les deux tomes sont sortis en 2010 aux éditions Rivages dans la collection Fantasy puis repris en poche en 2012 par les éditions Pocket dans la collection Science-fiction.
En 2021, les éditions Bragelonne rééditent le livre en français en un seul tome titré Le Poignard des rêves, avec une nouvelle traduction de Jean-Claude Mallé.

## Résumé

### Prologue
- Une confrontation entre Galad Damodred, demi-frère d'Elayne Trakand et Gawyn Trakand, et Eamon Valda, Lord Capitaine Commandant des Whitecloaks, qui se termine par l'obtention par Galad d'une marque de Héron, l'épée et le grade du Lord Captain Commander tué.
- Le général Rodel Ituralde est en guerre dans le Tarabon et Arad Doman contre les Seanchaniens.
- la Haute Dame Suroth est informée de la mort de l'impératrice du Seanchan.
- Rencontre de Perrin Aybara avec Galina Casban, Aes Sedai rouge de l'Ajah noir, avant son plan d'attaque contre les Aiels Shaido
- Le lendemain de la capture d'Egwene al'Vere par Aes Sedai fidèle à Elaida

### Mat Cauthon
Mat se rend à Altara et après que Moiraine Damodred est avec les Aelfinn et les Eelfinn. En tentant de s'échapper d'Altara, Mat rencontre Talmanes, qui a amené un grand nombre de l'armée personnelle de Mat (la Compagnie de la Main Rouge), et affronte une force seanchanienne envoyée pour tuer Tuon, utilisant des feux d'artifice comme artillerie. Après une série de débats, Tuon épouse Mat, lui donnant le titre de «Prince des Corbeaux». Par la suite, Tuon retourne à Ebou Dar pour soumettre la Haute Dame Suroth et prendre le commandement des armées du Seanchan.

### Rand al'Thor
Rand souhaite organiser une rencontre avec la Fille des Neuf Lunes pour négocier une trêve, mais une bataille à grande échelle contre une horde de Trollocs et Myrdraal se termine de manière presque désastreuse, lorsque Lews Therin prend le contrôle du Saidin. Rand conclut alors une trêve avec Lews Therin. Il part à la rencontre de Tuon, mais il trouve Semirhage, déguisée, à sa place. Dans la bataille qui s'ensuit, Semirhage est capturé au prix de la main gauche de Rand et révèle à tout le monde son trouble mental, qui lui permet de communiquer avec son passé, et qui est mortel.

### Perrin Aybara
Perrin disperse la menace Shaido et sauve sa femme Faile en utilisant une alliance avec le général de banière seanchan Tylee Khirgan. Pour vaincre le grand nombre de Shaido Wise Ones, ils empoisonnent l'approvisionnement en eau de Shaido avec des herbes de fourche-racines, ce qui empêche les matriarches Shaido de canaliser le Pouvoir de l'Unique. Tam, le père adoptif de Rand, arrive avec des renforts des Deux-Rivières. Au cours de la bataille, Aram, le protégé de Perrin, meurt en tentant de tuer Perrin. Lors du sauvetage de Faile, l'Aiel Rolan est tué par Perrin, bien que lui et d'autres Aiel avait aidé Faile et ses amis pendant leur captivité. Sevanna est capturée et les Shaido, vaincus et déshonorés, sont ramenés par Therava au Désert des Aiel, avec la sœur noire Galina Casban.

### Siège de la Tour Blanche
Egwene est captif dans la Tour Blanche, mais reste en contact avec les rebelles via Tel'aran'rhiod. Malgré une discipline sévère, elle répand des rumeurs et des doutes dans la Tour Blanche sur l'aptitude d'Elaida concernant son status de Chaire d'Amyrlin. Les rebelles et la Tour Blanche envoient Aes Sedai à la Tour Noire pour lier des Asha'man.

### Autres
- Loial se marie et veut parler aux Ogiers pour assiter les armées humaines lors de l'Ultime Bataille. 
- Lan Mandragoran se rend à Shienar pour se battre ; mais Nynaeve al'Meara l'emmène sur la côte de l'océan Aryth au bout du monde en Saldaea ; de là, elle va elle-même recruter les compatriotes dispersés de Lan. 
- Elayne Trakand devient reine d'Andor. 
- Mazrim Taim rencontre un groupe d'Ajah Rouge de la Tour Blanche et accepte leur proposition : puisque les sœurs ont été prises et liées contre leur gré par certains Asha'man, un nombre équivalent d'initiés de la Tour Noire devraient être liés par des sœurs.